# Phaolô Miki
Phaolô Miki (パウロ三木 (Phaolô Tam Mộc) Pauro Miki) 1562 - 5 tháng 2 năm 1597 là một chủng sinh thuộc Dòng Tên người Nhật, ông được Giáo hội Công giáo Rôma tôn vinh là thánh tử đạo và là một trong hai mươi sáu vị thánh tử đạo Nhật Bản.

## Tiểu sử
Phaolô Miki sinh ra trong một gia đình giàu có ở Nhật Bản. Ông thụ nhận nền giáo dục của các linh mục Dòng Tên ở Azuchi và Takatsuki. Ông gia nhập Dòng Tên và trở thành một nhà truyền giáo nổi tiếng và thành công, thu hút nhiều người Nhật theo đạo Công giáo. Daimyō Nhật Bản là Toyotomi Hideyoshi vì sợ ảnh hưởng của Dòng Tên nên có ý định bách hại người Công giáo. Trong đó, Miki đã bị bắt giam cùng với những người đồng sự khác. Ông và đồng sự bị giải giáp 600 dặm (966 km) từ Kyoto đến Nagasaki, trên đường đi họ hát bài Te Deum (Lạy Thiên Chúa). Khi đến Nagasaki - thành phố có lượng người Công giáo lớn nhất ở Nhật Bản, Miki chịu đóng đinh vào ngày 5 tháng 2 năm 1597. Trên cây thập tự giá, ông đã có bài giảng đạo cuối cùng và ông đã tha thứ cho người đao phủ, và nói rằng chính vì bản thân ông là một người Nhật. Cùng chịu khổ hình với ông là Joan Soan (de Gotó) và Santiago Kisai - cũng thuộc Dòng Tên; cùng hai mươi ba giáo sĩ và giáo dân khác. Tất cả những người này đều đã được Giáo hoàng Piô IX tuyên thánh vào năm 1862.